# Maria Canins
Maria Canins, później Bonaldi (ur. 4 czerwca 1949 w Badii) – włoska kolarka szosowa i biegaczka narciarska, sześciokrotna medalistka mistrzostw świata w kolarstwie szosowym.

## Kariera
Swoją sportową karierę Maria Canins rozpoczęła od biegów narciarskich. W Pucharze Świata zadebiutowała 28 marca 1982 roku Štrbskim Plesie. W zawodach tych była szósta w biegu na 10 km techniką klasyczną i tym samym w swoim debiucie zdobyła pierwsze pucharowe punkty. W klasyfikacji generalnej najlepiej wypadła w sezonie 1981/1982, który ukończyła na 34. pozycji. Startowała także w zawodach Worldloppet wygrywając między innymi włoski maraton Marcialonga w latach 1979-1988 oraz La Sgambeda w 1997 roku. W 1982 roku brała udział w mistrzostwach świata w Oslo, zajmując dwudzieste miejsce na dystansie 20 km stylem klasycznym. Od 1981 roku rozpoczęła starty w szosowych wyścigach kolarskich. Pierwszy międzynarodowy sukces osiągnęła w 1982 roku, kiedy podczas szosowych mistrzostw świata w Goodwood zdobyła srebrny medal w wyścigu ze startu wspólnego. W tej samej konkurencji zdobyła ponadto kolejny srebrny medal na mistrzostwach świata w Giavera del Montello (1985) oraz brązowe na mistrzostwach świata w Altenrhein (1983) i mistrzostwach świata w Chambéry (1989). Ponadto wspólnie z koleżankami z reprezentacji zdobyła złoto na mistrzostwach świata w Ronse (1988) i srebro podczas MŚ w Chambéry (1989). W 1984 roku brała udział w letnich igrzyskach olimpijskich w Los Angeles, gdzie była piąta w wyścigu ze startu wspólnego. Na rozgrywanych cztery lata później igrzyskach w Seulu w tej samej konkurencji zajęła 32. miejsce. W 2002 roku zakończyła karierę.

## Osiągnięcia w biegach

### Mistrzostwa świata
| Miejsce | Dzień     | Rok  | Miejscowość | Konkurencja             | Czas biegu  | Strata | Zwyciężczyni     |
| ------- | --------- | ---- | ----------- | ----------------------- | ----------- | ------ | ---------------- |
| 20.     | 26 lutego | 1982 | Oslo        | 20 km stylem klasycznym | 14:30.2 min | ?      | Raisa Smietanina |

### Puchar Świata

#### Miejsca w klasyfikacji generalnej
- sezon 1981/1982: 34.
- sezon 1982/1983: 37.

#### Miejsca na podium
Canins nigdy nie stała na podium indywidualnych zawodów Pucharu Świata.

### FIS Marathon Cup

#### Miejsca w klasyfikacji generalnej
- sezon 2000/2001 – 15.
- sezon 2001/2002 – 48.

#### Miejsca na podium
Canins nigdy nie stała na podium indywidualnych zawodów FIS Marathon Cup.

## Osiągnięcia w kolarstwie

### Letnie Igrzyska Olimpijskie
| Miejsce | Dzień       | Rok  | Miejscowość | Konkurencja   | Czas        | Strata | Zwyciężczyni     |
| ------- | ----------- | ---- | ----------- | ------------- | ----------- | ------ | ---------------- |
| 5.      | 29 lipca    | 1984 | Los Angeles | Start wspólny | 2:11:14,0 h | +0,0 s | Connie Carpenter |
| 32.     | 26 września | 1988 | Seul        | Start wspólny | 2:00:52 h   | +0,0 s | Monique Knol     |

### Mistrzostwa świata w kolarstwie szosowym
| Miejsce | Dzień       | Rok  | Miejscowość          | Konkurencja             | Czas      | Strata    | Zwyciężczyni      |
| ------- | ----------- | ---- | -------------------- | ----------------------- | --------- | --------- | ----------------- |
| 2.      | 5 września  | 1982 | Chichester           | Start wspólny           | 1:31:00 h | +0,0 s    | Mandy Jones       |
| 3.      | 4 września  | 1983 | Altenrhein           | Start wspólny           | 1:38:17 h | +0,0 s    | Marianne Berglund |
| 2.      | 7 września  | 1985 | Giavera del Montello | Start wspólny           | 1:53:10 h | +0,0 s    | Jeannie Longo     |
| 1.      | 4 września  | 1988 | Ronse                | Drużynowa jazda na czas | ?         | -         | -                 |
| 3.      | 27 sierpnia | 1989 | Chambéry             | Start wspólny           | 1:56:41 h | +4:05 min | Jeannie Longo     |
| 2.      | 27 sierpnia | 1989 | Chambéry             | Drużynowa jazda na czas | ?         | ?         | ZSRR              |